# فريد فرجاد
فريد فرجاد (بالفارسية: فريد فرجاد)، (بالإنجليزية: Farid Farjad) هو عازف كمان ينحدر من أصول إيرانية. ولد في طهران عام 1938. ثم هاجر إلى الولايات المتحدة في مع عائلته عام 1978، وهو أمريكي الجنسية.
عرف فرجاد بمعرته العميقة بالموسيقى الفلكلورية الفارسية، قام أيضاً بالعزف وفق الموسيقى الكلاسيكية الغربية مستخدماً الكمان.
أعماله والتي تأثرت بالموسيقى الكلاسيكية الغربية أثرت وبقوة في تطور الموسيقى الفارسية المعاصرة. غادر إيران في عام 1978 واستقر في الولايات المتحدة الأمريكية التي حمل جنسيتها لاحقاً.

## ديسكوغرافيا
أصدر فرجاد ألبوماً بخمس إصدارات مختلفة حمل اسم Anroozha أو An Roojha والتي تعني في اللغة الكوردية القديمة «تلك الأيام».
1. 1989 Anroozha Vol 1 - Anroojha 1
2. Anroozha Vol 2 - Anroojha 2 1989
3. Anroozha Vol 3 - Anroojha 3 1990
4. Anroozha Vol 4 - Anroojha 4 1997
5. Anroozha Vol 5 - Anroojha 5 2006[3]

## وصلات خارجية
- فريد فرجاد على موقع ميوزك برينز (الإنجليزية)
- فريد فرجاد على موقع الاتحاد الدولي للشطرنج (الإنجليزية)
- فريد فرجاد على موقع Chesstempo.com (الإنجليزية)

- فريد فرجاد على ماي سبيس